# K.Mavinahalli, Turuvekere
K.Mavinahalli là một làng thuộc tehsil Turuvekere, huyện Tumkur, bang Karnataka, Ấn Độ.